# ArchiFM

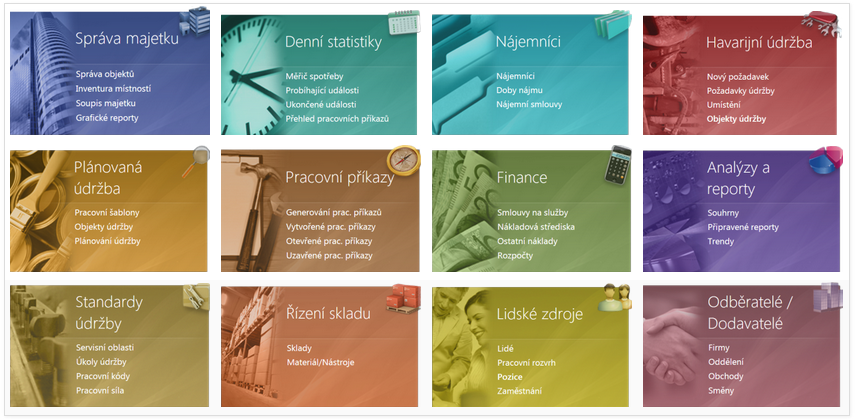

ArchiFM je CAFM (Computer Aided Facility Management) systém využívající BIM technologii. 
Jeho první verze byla vytvořena v roce 1998 a postupným vývojem vznikla současná cloudová verze označována jako archifm.net.

## Využití
Tento systém nachází uplatnění v oblasti Facility Managementu (FM), jelikož zajišťuje efektivní správu budov a firemního majetku včetně řízení údržby. Díky hluboké integraci s CAD/BIM systémem ArchiCAD společnosti Graphisoft umožňuje zobrazení budovy a objektů ve 2D i 3D modelu.

## Přístup k archifm.net
Jak již název napovídá, je archifm.net aplikace běžící ve webovém prohlížeči, díky čemuž mají její uživatelé možnost přistupovat k datům nejen ze své kanceláře, ale prakticky odkudkoliv z počítače, tabletu i mobilního telefonu pomocí prohlížeče a připojení k internetu.
Archifm.net je dostupný nejen jako řešení instalované a integrované do infrastruktury klienta, ale také jako služba (SaaS). Pro používání CAFM software tedy není nezbytně nutné, aby firma vyhrazovala vlastní IT zdroje (žádný hardware, software ani administrační zátěž), stačí se pouze přihlásit přes webový prohlížeč do systému archifm.net a ihned může začít nahrávat vlastní data.

## Moduly archifm.net
- Správa majetku
- Denní statistiky
- Nájemníci
- Havarijní údržba
- Plánovaná údržba
- Pracovní příkazy
- Finance
- Analýzy a reporty
- Standardy údržby
- Řízení skladů
- Lidské zdroje
- Odběratelé/Dodavatelé
- Ovládací panel

## Prodej a implementace
Distributorem pro Českou republiku je společnost SLIM BIM Services, s.r.o.